# Edis Matusevičius
Edis Matusevičius (Vilnius, 30 giugno 1996) è un giavellottista lituano.
Nel 2019 con un lancio di 89,17 metri ha stabilito il nuovo record nazionale lituano del lancio del giavellotto.

## Palmarès
| Anno | Manifestazione               | Sede       | Evento                         | Risultato | Prestazione | Note                          |
| ---- | ---------------------------- | ---------- | ------------------------------ | --------- | ----------- | ----------------------------- |
| 2013 | Mondiali allievi             | Donec'k    | Lancio del giavellotto (700 g) | 17º (q)   | 68,88 m     |                               |
| 2013 | Europei juniores             | Rieti      | Lancio del giavellotto         | 21º (q)   | 63,84 m     |                               |
| 2014 | Mondiali juniores            | Eugene     | Lancio del giavellotto         | 6º        | 70,58 m     |                               |
| 2015 | Europei juniores             | Eskilstuna | Lancio del giavellotto         | Bronzo    | 77,48 m     | Miglior prestazione personale |
| 2016 | Europei                      | Amsterdam  | Lancio del giavellotto         | 21º (q)   | 77,86 m     |                               |
| 2017 | Europei under 23             | Bydgoszcz  | Lancio del giavellotto         | 5º        | 76,82 m     |                               |
| 2017 | Mondiali                     | Londra     | Lancio del giavellotto         | nm (q)    | nm (q)      |                               |
| 2017 | Universiadi                  | Taipei     | Lancio del giavellotto         | 18º (q)   | 70,61 m     |                               |
| 2018 | Europei                      | Berlino    | Lancio del giavellotto         | 10º       | 77,64 m     |                               |
| 2019 | Universiadi                  | Napoli     | Lancio del giavellotto         | Argento   | 80,07 m     |                               |
| 2019 | Mondiali                     | Doha       | Lancio del giavellotto         | 22º (q)   | 79,60 m     |                               |
| 2021 | Giochi olimpici              | Tokyo      | Lancio del giavellotto         | 14º (q)   | 81,24 m     |                               |
| 2023 | Giochi europei               | Chorzów    | Lancio del giavellotto         | Argento   | 84,22 m     | [ 2 ]                         |
| 2023 | Giochi mondiali universitari | Chengdu    | Lancio del giavellotto         | Oro       | 80,37 m     |                               |
| 2023 | Mondiali                     | Budapest   | Lancio del giavellotto         | 8º        | 82,29 m     |                               |
| 2024 | Europei                      | Roma       | Lancio del giavellotto         | 4º        | 83,96 m     |                               |
| 2024 | Giochi olimpici              | Parigi     | Lancio del giavellotto         | 21º (q)   | 79,40 m     |                               |